# Ottomány
Ottomány (Otomani) település Romániában, Bihar megyében.

## Fekvése
Bihar megyében, az Érmelléken, Érmihályfalvától délkeletre, az Ér mellett, Szalacs és Érbogyoszló közt fekvő település.

## Története

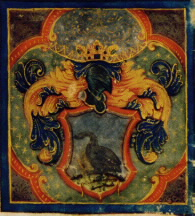
Szentjóbi Szabó család címere

A település és környéke már a bronzkorban sűrűn lakott hely volt. Határában az e korból származó településről és temetőjének urnasírjaiból - melyek az i. e. 2500 és 1100 közötti időszakot fogják át - szinte megszámlálhatatlan lelet, köztük bronz öntőminták is napvilágra kerültek, mely leletanyag alapján a területet Közép-Európa nagy részén Ottományi kultúra néven tartják számon.
Ottomány Árpád-kori település, nevét az oklevelek 1263-ban említették először, mint Moys nádor birtokát.
1457-ben az albisi Zólyomi család tagjainak volt itt birtoka.
A 16. század közepéig a Makó családnak is volt itt részbirtoka, melyet a család kihalta után, 1563-ban Varkocs Tamás kapta meg.
A 18. század második felében és a 19. század első felében a Verebélyi család örököseié, valamint a Jasztrabszky, Komáromy, Inczédy, Balogh, Medve családok, valamint a Péchy, Gulácsy, Fráter, Fényes család és Szentjóbi Szabó család osztoztak
rajta.
A 20. század elején Jasztrabszky Kálmán és Szentjóbi Szabó Gyula volt a település nagyobb birtokosa.
A településnek a 20. század elején 1079 magyar lakosa volt, valamennyien reformátusok. A házainak száma ekkor 197 volt.
A trianoni békeszerződés előtt Bihar vármegye Érmihályfalvai járásához tartozott.

## Nevezetességek
- Református temploma - részben az ősi román stílusú templom maradványa.
- A Komáromy majd Lovass család birtokát képező kúria. Napjainkban kiállítóhely.

## Híres szülöttei
- Itt született Szentjóbi Szabó László költő (1767–1795).
- Itt született Komáromy György 1817. február 11-én, az 1848/49-es szabadságharc tisztje.
- Itt született Szentmihályiné Szabó Mária (1888–1982) író.
- Itt született Szebeni István (1922–1993) református lelkész, egyházi író.